# 優菜真白
優菜 真白（ゆうな ましろ、1994年10月27日 - ）は、日本のAV女優。元アリュール所属。

## 略歴・人物
福島県出身。2013年12月、ケイ・エム・プロデュースのレーベル「宇宙企画」最後の専属女優としてデビューした小柄で巨乳のロリ系AV女優。
趣味は買い物、特技はバスケット・茶道。
2015年1月12日、ツイッターにて1月10日の撮影会をもって引退したことを報告。
2016年2月12日より「星空キラリ（ほしぞら きらり）」の名前で新たにツイッターを開始。改名してアタッカーズ専属女優として復帰することを発表。所属事務所はスタイルワン。
2024年、安斉愛結に改名し、再々デビュー。
2025年5月19日週FANZAレンタルフロアにて、『抵抗する彼女の爆乳母に中出しし続けて3日目…若い僕のチ○ポに跨り狂ったように自ら腰を振りだした』（Fitch）が1位を記録した。同年5月26日週FANZAレンタルフロアランキングでも同作が2位となる。同年FANZAレンタルフロア5月度月間AV女優ランキング3位。

## 出演作品

### アダルトDVD
2013年
- 純真（12月27日、宇宙企画）

2014年
- 学校でしようよ♥（1月24日、宇宙企画）
- 大人の保健室（2月28日、宇宙企画）
- 中出しの出来る風俗案内嬢（3月28日、宇宙企画）
- 学校で中出ししよッ♥（4月25日、宇宙企画）
- オッパイ姉妹の仲良しエッチ 一緒に気持ち良くなろうよ♥（5月23日、宇宙企画）共演:さとう遥希
- 僕の妹がこんなにパイズリが上手いはずがない（6月27日、宇宙企画）
- ザーメンひとりじめっ♥ 媚薬効果でブッかけ気分（7月25日、宇宙企画）
- 黒タイトスカートが似合う働くお姉さんのビッタリ密着した肉感的なお尻に着衣のまんまチ●ポ擦&ザー汁発射してもう着れないくらい汚しちゃいたい Part.2（9月5日、ワープエンタテインメント）他出演:水城奈緒、星川麻紀、南梨央奈、涼風ことの、桜木郁、一之瀬すず、小西まりえ
- ドリシャッ!!（9月5日、ワープエンタテインメント）
- 家庭教師が巨乳受験生にした事の全記録（9月18日、グローリークエスト）
- 巨乳美人とちっぱいロリ（10月1日、S-Cute）他出演:浜崎真緒、小倉多絵、有本紗世、夏海いく、小枝ゆづ希
- 「お兄ちゃん、ちょっとだけでいいから挿れてみたい…」 狭いお風呂なのに高校生になった妹は未だにボクと一緒に入りたがるんです!!確かに仲が良い方だとは思うけどこの歳になったら流石にちょっと気まずい!子供の頃とは違い密着度が高く当然、お尻や胸がボクに当たりまくり!!当たりまくればボクは兄妹と分かっていても恥ずかしながら勃起!なかなか湯船から出られずにいたけど、我慢出来なくなって湯船から出たら勃起チ○ポが見つかってしまい気持ち悪がられると思ったら「少しだけ挿れてみたい」と巨乳すぎる妹がボクを誘惑!我慢出来ずに… 2（10月9日、Hunter）他出演:冴島かおり、木ノ花あみる、羽月希、橘優花、松本ほのか ほか
- 登下校中に思わずチ○ポを触ってしまい我慢できず周りの目も気にならないほど腰をフリ通学バスSEXにハマる女子高生（12月20日、ナチュラルハイ）共演:花咲のどか、森田まゆ、佳苗るか ほか

2015年
- 巨乳専門店 ソープランドニュー波多野へようこそ（1月1日、ZUKKON/BAKKON）共演:波多野結衣、北川瞳、井上瞳
- 満員バスで逃げられず背後から長時間ねっとりと乳揉み痴漢され感じてしまった巨乳女 2（1月8日、ナチュラルハイ）他出演:浜崎真緒、大塚れん、宇野ゆかり
- 僕を疑い侮辱した強気な職女にオマ○コおっぴろげ謝罪を要求!! 犯してもツン顔でイキガマンし続ける意地張りSEX 2（1月8日、ナチュラルハイ）他出演:京野明日香、川村まや
- 中出し限定 極上日焼けギャルソープ（1月9日、BAZOOKA）共演:相葉レイカ、上原花恋、新希マヤ
- 夫の隣で夜這いされ声を押し殺しながらも感じてしまう5人の人妻たち（1月15日、グローリークエスト）他出演:川村まや、星川麻紀、萌芭、橋本麻衣子
- 放課後エッチなクラブ活動（2月1日、S-Cute）他出演:夏海いく、楓ゆうか、雪本芽衣、浅倉領花
- 「間違えたフリして女子高通学バスに乗り込んで生でヤられた」 VOL.4（2月5日、DANDY）他出演:牧瀬愛、北原杏、丸山れおな、宇佐美なな
- 一般男女モニタリングAV 素人大学生限定!! 巨乳の姉と即勃ちチ○ポの弟が2人っきりの個室で密着エステ体験!! 高級性感オイルを塗り合ったら大きすぎるおっぱいの揉み心地に禁断のフル勃起!! ジワっと濡れ出した発情マ○コとビンビンに反り返った興奮チ○ポは互いを求めて近親相姦してしまうのか!?（2月19日、ディープス）他出演:香山美桜、さとうみつ、逢沢ふみ奈 ほか
- 「もう死んだってかまわない!」 超ラッキーの連続で巻き起こるスケベ過ぎる一日!鼻血が止まらないくらいの夢のエロハプニング続出! 2（3月7日、ゴールデンタイム）他出演:阿部乃みく、成海うるみ、星野ひびき、枢木みかん、西野沙絵、柳あいな、西村江梨、高木愛美
- ソフト・オン・デマンド調査隊 あなたの同級生風俗嬢をSODがお探しします!（3月19日、SODクリエイト）他出演:萌芭、陽木かれん
- カメラの前でおしっこする女 2 67人72発! 厳選濃縮版（4月2日、グローリークエスト）他出演:桜井あゆ、紺野ひかる、蓮実クレア、本田莉子、愛須心亜、武井もな、川村まや、雲乃亜美、橘優花、千乃あずみ、滝本アリサ、さとう愛理、颯希真衣、成海うるみ、宮本菜々花、里咲しおり、宮部涼花、篠田あゆみ、清水理紗、七草ちとせ、向井こころ、夕城芹 ほか

2016年
- 夫の目の前で犯されて －過ち、主婦真理恵－（3月7日、アタッカーズ）
- 狼の部屋 監禁された人妻（4月7日、アタッカーズ）
- プロボクサーの姉（5月7日、アタッカーズ）
- 御奉仕メイドRoom（6月7日、Be Free）
- 向かいの部屋の窓から覗く巨乳美女の着替え姿に見とれていると…（6月10日、DOC）他出演:若槻みづな、野村まこ
- 神クビレ神ボイン 細腰W55の下品な腰振り性交（6月19日、OPPAI）
- Steel Hold（6月19日、TEPPAN）他出演:水野朝陽、伊東真緒
- 東京都世田谷区のカフェで見つけた言いなりGカップ巨乳ヤリマン（6月19日、ヤリマン伝説）※「エリカ」名義
- 競泳水着スポーツマッサージ 2（6月19日、マッサGoGo!!）他出演:あやね遥菜、篠田ゆう、小西みか
- 「制服撮影だけ!」って話だったのに裸撮るって聞いてないし!! 「ち●こ舐めて」とか「挿れていい?」とかマジうざい!ってか絶対無理!!（7月8日、BAZOOKA）他出演:霧嶋りお、涼海みさ、あず希
- 現役女子大生ナマ中出しライフ 6（7月8日、S級素人）他出演:美咲かんな、愛華みれい、NOA
- 「制服撮影だけ!」って話だったのに裸撮るって聞いてないし!! 「ち●こ舐めて」とか「挿れていい?」とかマジうざい!ってか絶対無理!!（7月8日、BAZOOKA）他出演:霧嶋りお、涼海みさ、あず希
- 夜行バスで媚薬を擦り込まれ中出しされた美巨乳女は薬の効果が切れず近くの男を発情逆レイプ（7月8日、DOC）他出演:真田美穂、月本愛

2024年
- 艶女 元タレントJcup爆乳シンデレラ 安斉愛結AVデビュー！！ あのレジェンド歌姫にそっくりな美女（8月6日、Fitch）
- 中出し解禁！！！窒息するほどの濃厚接吻中出し性交 欲望に満ちた社長室で犯●れる爆乳人妻秘書 安斉愛結（9月3日、Fitch）
- 抵抗する彼女の爆乳母に中出しし続けて3日目…若い僕のチ○ポに跨り狂ったように自ら腰を振りだした 安斉愛結（10月1日、Fitch）[2]
- 産後、急激に感度が上がった早漏ギャルママの膣奥を狂わせる肉棒ポルチオマッサージ 安斉愛結（11月19日、エムズビデオグループ）
- 種無し旦那に欲求不満ギャル人妻は玄関先でおじさん宅配員を爆乳丸出しで誘惑マラ喰いフェロモンむんむん騎乗位で孕ませ中出し性交 安斉愛結（12月3日、ムーディーズ）

2025年
- カノジョよりも彼女のお母さんが性癖にぶっ刺さり、勃起しすぎてチ〇ポが痛い。 安斉愛結（2月11日、ダスッ！）
- 成績がギンギン上がる爆乳メソッド！極上ご褒美オッパイで金玉と腰フリをフル回転させる爆乳家庭教師 安斉愛結（4月22日、ロイヤル）
- Fitch出演全3タイトル ノーカット収録！ Jcup爆乳シンデレラ安斉愛結 8時間BEST（5月6日、Fitch）